# JRA顯彰馬
顯彰馬（日语：／），別稱殿堂馬，是日本中央競馬會（JRA）於1984年（昭和59年）成立30周年紀念專案的一部分，旨在表彰為中央賽馬發展做出重大貢獻之競賽馬的成就，獲得榮譽的競賽馬相當於被列入「名人堂」。截至2025年，共有38匹競賽馬被選為顯彰馬。
在JRA競馬博物館中，展出了馬匹的肖像、青銅雕像、其練馬師和主策騎師，以及相關材料。

## 遴選方法
日本殿堂馬匹（顯彰馬）選舉，讓每一匹經典賽駒，於退役後二十年內都可以自動參選，期間未能成為顯彰馬的話，就要退出候選行列，而每一屆賽事由指定數目傳媒代表，各有4票名額投給不同馬匹，只要該駒獲得3/4總票數或以上，就能成功獲選。

## 顯彰馬名單
| 次序 | 圖片 | 馬名                       | 性別 | 出生年份 | 當選年份 | 競賽成績 | 主要勝出賽事 | 其他JRA獎項                                                                                           | 生產牧場          | 馬主                           | 練馬師               | 主策騎師                        |
| ---- | ---- | -------------------------- | ---- | -------- | -------- | -------- | --- | --- | ----------------- | ------------------------------ | -------------------- | ------------------------------- |
| 1    |      | 雲旗 (Kumohata)            | 雄   | 1936年   | 1984年   | 21戰9冠  | 五大競走 東京優駿競走（1939年） | | 下總御料牧場      | 加藤雄策                       | 田中和一郎           | 阿部正太郎                      |
| 2    |      | 聖烈特 (Saint Lite)        | 雄   | 1938年   | 1984年   | 12戰9冠  | 五大競走 橫濱農林省賞典四歲呼馬（1939年） 五大競走 東京優駿競走（1941年） 五大競走 京都農林省賞典四歲呼馬（1941年） | | 小岩井農場        | 加藤雄策                       | 田中和一郎           | 小西喜藏                        |
| 3    |      | 年藤 (Kurifuji)            | 雌   | 1940年   | 1984年   | 11戰11冠 | 五大競走 東京優駿競走（1943年） 五大競走 阪神優駿牝馬（1943年） 五大競走 京都農林省賞典四歲呼馬（1943年） | | 下總御料牧場      | 栗林友二                       | 尾形藤吉             | 前田長吉                        |
| 4    |      | 時津風 (Tokitsukaze)       | 雄   | 1944年   | 1984年   | 30戰11冠 | 五大競走 農林省賞典（1947年） 五大競走 優駿牝馬（1947年） | | 益田牧場          | 川口鷲太郎                     | 大久保房松           | 佐藤嘉秋                        |
| 5    |      | 土佐綠 (Tosa Midori)       | 雄   | 1946年   | 1984年   | 31戰21冠 | 五大競走 皋月賞（1949年） 五大競走 菊花賞（1949年） | | 盛田牧場          | 齋藤健二郎                     | 望月與一郎 →稗田虎伊 | 淺野武志                        |
| 6    |      | 豐收時刻 (Tokino Minoru)   | 雄   | 1948年   | 1984年   | 10戰10冠 | 五大競走 皋月賞（1951年） 五大競走 東京優駿（1951年） 重賞 朝日盃三歲錦標（1950） | | 本桐牧場          | 永田雅一                       | 田中和一郎           | 岩下密政                        |
| 7    |      | 博力 (Haku Chikara)        | 雄   | 1953年   | 1984年   | 49戰21冠 | 八大競走 東京優駿（1956年） 八大競走 秋季天皇賞 （1957年） 八大競走 有馬紀念（1957年） | 日本馬王（1957年） 最佳5歲及以上雄馬（1957年）                                                        | 屋島牧場          | 西博                           | 尾形藤吉             | 保田隆芳                        |
| 8    |      | 新山 (Shinzan)             | 雄   | 1961年   | 1984年   | 19戰15冠 | 八大競走 皋月賞（1964年） 八大競走 東京優駿（1964年） 八大競走 菊花賞（1964年） 八大競走 秋季天皇賞（1965） 八大競走 有馬紀念（1965年） 重賞 春季錦標（1964年） 重賞 寶塚紀念（1965年） 重賞 秋季目黑紀念（1965年）                                                     | 日本馬王（1964年、1965年） 最佳4歲雄馬（1964年） 最佳5歲及以上雄馬（1965年）                          | 松橋吉松牧場      | 橋元幸吉                       | 武田文吾             | 栗田勝松本善登                  |
| 9    |      | 海塞克 (Haiseiko)          | 雄   | 1970年   | 1984年   | 22戰13冠 | 八大競走 皋月賞（1973年） | 特別賞（1973年）                                                                                      | 武田牧場          | 王優 →Horseman Club            | 伊藤正美 →鈴木勝太郎 | 增澤末夫                        |
| 10   |      | 東商小子 (Tosho Boy)       | 雄   | 1973年   | 1984年   | 15戰10冠 | 八大競走 皋月賞（1976年） 八大競走 有馬紀念（1976年） | 日本馬王（1976年） 最佳4歲雄馬（1976年）                                                              | 藤正牧場          | 藤正產業                       | 保田隆芳             | 池上昌弘武邦彥                  |
| 11   |      | 勝友 (Seiyu)               | 雄   | 1954年   | 1985年   | 49戰26冠 | 重賞 春季讀賣盃（1957年） 重賞 聖烈特紀念（1957年） 重賞 秋季讀賣盃（1957年） | 最佳阿拉伯馬（1956年、1957年）                                                                        | 日高種畜牧場      | 河野通                         | 稻葉秀男             | 二本柳俊夫梶與四松土門健司      |
| 12   |      | 偉大行進 (Grand Marchs)    | 雄   | 1969年   | 1985年   | 63戰23冠 | 重賞 春季中山大障礙（1974年、1975年） 重賞 秋季京都大障礙（1974年、1975年） 重賞 秋季中山大障礙（1974年、1975年） 重賞 春季京都大障礙（1975年） | 最佳跳欄馬（1974年、1975年）                                                                          | 中央牧場          | 大久保興產                     | 伊藤修司             | 寺井千萬基法理弘                |
| 13   |      | 千明代表 (Mr. C.B.)        | 雄   | 1980年   | 1986年   | 15戰8冠  | G1 秋季天皇賞（1984年） 八大競走 皋月賞（1983年） 八大競走 東京優駿（1983年） 八大競走 菊花賞（1983年） 重賞 共同通信盃四歲錦標（1983年） 重賞 彌生賞（1983年） | 日本馬王（1983年） 最佳4歲雄馬（1983年） 最佳父內國產馬（1983年、1984年）                             | 千明牧場          | 千明牧場                       | 松山康久             | 吉永正人                        |
| 14   |      | 魯鐸象徵 (Symboli Rudolf)  | 雄   | 1981年   | 1987年   | 16戰13冠 | G1 皋月賞（1984年） G1 東京優駿（1984年） G1 菊花賞（1984年） G1 有馬紀念（1984年、1985年） G1 春季天皇賞（1985年） G1 日本盃（1985年） G2 日經賞（1985年） G3 彌生賞（1984年） G3 聖烈特紀念（1984年）                                                                 | 日本馬王（1984年、1985年） 最佳4歲雄馬（1984年） 最佳5歲及以上雄馬（1985年）                          | 象徵牧場          | 象徵牧場                       | 野平祐二             | 岡部幸雄                        |
| 15   |      | 目白山峰 (Mejiro Ramonu)   | 雌   | 1983年   | 1987年   | 12戰9冠  | G1 櫻花賞（1986年） G1 優駿牝馬（1986年） G1 女皇伊利沙伯二世盃（1986年） G2 報知盃四歲牝馬特別（1986年） G2 產經體育盃四歲牝馬特別（1986年） G2 玫瑰錦標（1986年） G3 東京電視賞三歲牝馬錦標（1985年）                                                                 | 最佳3歲雌馬（1985年） 最佳4歲雌馬（1986年）                                                           | 目白牧場          | 目白牧場                       | 奧平真治             | 河内洋                          |
| 16   |      | 明治光 (Meiji Hikari)      | 雄   | 1952年   | 1990年   | 21戰16冠 | 八大競走 菊花賞（1955年） 八大競走 春季天皇賞（19556） 八大競走 中山大獎賽（1956年） 重賞 朝日盃三歲錦標（1954年） 重賞 產經賞（1955年） | 日本馬王（1956年） 最佳3歲雄馬（1954年） 最佳4歲雄馬（1955年） 最佳5歲及以上雄馬（1956年）            | 大塚牧場          | 新田新作 →新田松江             | 藤本冨良             | 蛯名武五郎                      |
| 17   |      | 木靈 (Kodama)              | 雄   | 1957年   | 1990年   | 17戰12冠 | 八大競走 皋月賞（1960年） 八大競走 東京優駿（1960年） 重賞 阪神三歲錦標（1959） 重賞 春季錦標（1960） 重賞 大阪盃競走（1961） 重賞 天鵝錦標（1961） 重賞 寶塚紀念（1962）                                                                                               | 日本馬王（1960年） 最佳4歲雄馬（1960年）                                                              | 鎌田牧場          | 伊藤由五郎                     | 武田文吾             | 栗田勝 渡邊正人                 |
| 18   |      | 速度象徵 (Speed Symboli)   | 雄   | 1963年   | 1990年   | 43戰17冠 | 八大競走 春季天皇賞（1967年） 八大競走 有馬紀念（1969年、1970年） 重賞 京成盃（1966年） 重賞 美國賽馬會盃（1967年、1970年） 重賞 春季目黑紀念（1967年、1969年） 重賞 日本經濟賞（1967年） 重賞 阿根廷賽馬會盃（1968年） 重賞 鑽石錦標（1969年） 重賞 寶塚紀念（1979年） | 日本馬王（1967年、1970年） 最佳5歲及以上雄馬（1967年、1970年）                                        | 象徵牧場          | 和田共弘                       | 野平富久 →野平省三   | 野平祐二                        |
| 19   |      | 十點 (Ten Point)           | 雄   | 1973年   | 1990年   | 18戰11冠 | 八大競走 春季天皇賞（1977年） 八大競走 有馬紀念（1977年） 重賞 阪神三歲錦標（1975年） 重賞 東京四歲錦標（1976年） 重賞 春季京都紀念（1977年） 重賞 鳴尾紀念（1976年） 重賞 京都大賞典（1976年）                                                                         | 日本馬王（1977年） 最佳3歲雄馬（1975年） 最佳5歲及以上雄馬（1977年） 特別賞（1978年）                 | 吉田牧場          | 高田久成                       | 小川佐助             | 鹿戶明                          |
| 20   |      | 丸善斯基 (Maruzensky)      | 雄   | 1974年   | 1990年   | 8戰8冠   | 重賞 朝日盃三歲錦標（1976年） 重賞 日本短波賞（1977年） | 最佳3歲雄馬（1976年）                                                                                 | 橋本牧場          | 橋本善吉                       | 本鄉重彥             | 中野渡清一                      |
| 21   |      | 小栗帽 (Oguri Cap)         | 雄   | 1985年   | 1991年   | 32戰22冠 | G1 有馬紀念（1988年、1990年） G1 一哩冠軍賽（1989年） G1 安田紀念（1990年） G2 新西蘭盃四歲錦標（1988年） G2 高松宮盃（1988年） G2 每日王冠（1988年、1989年） G3 飛馬錦標（1988年） G3 每日盃（1988年） G3 京都四歲特別（1988年） G3 產經賞（1989年）                   | 日本馬王（1990年） 最佳4歲雄馬（1988年） 最佳5歲及以上雄馬（1990年） 特別賞（1989年）                 | 稻葉不奈男牧場    | 小栗孝一 →佐橋五十雄 →近藤俊典 | 鷲見昌勇 →瀬戶口勉   | 岡部幸雄 南井克巳 武豐          |
| 22   |      | 目白麥昆 (Mejiro McQueen)  | 雄   | 1987年   | 1994年   | 21戰12冠 | G1 菊花賞（1990年） G1 春季天皇賞（1991年、1992年） G1 寶塚紀念（1993年） G2 阪神大賞典（1991年、1992年） G2 京都大賞典（1991年、1993年） G2 產經大阪盃（1993年） | 最佳5歲及以上雄馬（1991年）                                                                           | 吉田堅牧場        | 目白商事                       | 池江泰郎             | 內田浩一 武豐                   |
| 23   |      | 東海帝皇 (Tokai Teio)      | 雄   | 1988年   | 1995年   | 12戰9冠  | G1 皋月賞（1991年） G1 東京優駿（1991年） G1 日本盃（1992年） G1 有馬紀念（1993年） G2 產經大阪盃（1992年） | 日本馬王（1991年） 最佳4歲雄馬（1991年） 最佳父內國產馬（1991年） 特別賞（1993年）                    | 長濱牧場          | 內村正則                       | 松元省一             | 安田隆行岡部幸雄田原成貴        |
| 24   |      | 成田拜仁 (Narita Brian)    | 雄   | 1991年   | 1997年   | 21戰12勝 | G1 朝日盃三歲錦標（1993年） G1 皋月賞（1994年） G1 東京優駿（1994年） G1 菊花賞（1994年） G1 有馬紀念（1994年） G2 春季錦標（1994年） G2 阪神大賞典（1995年、1996年） G3 共同通信盃四歲錦標（1994年）                                                                   | 日本馬王（1994年） 最佳3歲雄馬（1993年） 最佳4歲雄馬（1994年）                                        | 早田牧場 新冠支場 | 山路秀則                       | 大久保正陽           | 南井克巳                        |
| 25   |      | 大樹快車 (Taiki Shuttle)   | 雄   | 1994年   | 1999年   | 13戰11冠 | G1 一哩冠軍賽（1997年、1998年） G1 短途馬錦標（1997年） G1 安田紀念（1998年） G1 傑克莫華大賽（1998年） G2 天鵝錦標（1997年） G2 京王盃春季盃（1998年） G3 麒麟錦標（1997年）                                                                                           | 日本馬王（1998年） 最佳5歲及以上雄馬（1998年） 最佳短途馬（1997年、1998年）                           | 大樹牧場          | 大樹牧場                       | 藤澤和雄             | 橫山典弘岡部幸雄                |
| 26   |      | 竹芝王 (Takeshiba O)       | 雄   | 1965年   | 2004年   | 29戰16冠 | 八大競走 春季天皇賞（1969年） 重賞 朝日盃三歲錦標（1967年） 重賞 東京四歲錦標（1968年） 重賞 東京新聞盃（1969年） 重賞 春季京都紀念（1969年） 重賞 每日王冠（1969年） 重賞 短途馬錦標（1969年）                                                                         | 日本馬王（1969年） 最佳3歲雄馬（1967年） 最佳5歲及以上雄馬（1969年）                                  | 榊憲治牧場        | 小畑正雄                       | 三井末太郎           | 古山良司                        |
| 27   |      | 好歌劇 (T.M. Opera O)      | 雄   | 1996年   | 2004年   | 26戰14冠 | G1 皋月賞（1999年） G1 春季天皇賞（2000年、2001年） G1 寶塚紀念（2000年） G1 秋季天皇賞（2000年） G1 日本盃（2000年） G1 有馬紀念（2000年） G2 京都紀念（2000年） G2 阪神大賞典（2000年） G2 京都大賞典（2000年、2001年） G3 每日盃（1999年）                           | 日本馬王（2000年） 最佳4歲雄馬（1999年） 最佳5歲及以上雄馬（2000年）                                  | 杵臼牧場          | 竹園正繼                       | 岩元市三             | 和田龍二                        |
| 28   |      | 大震撼 (Deep Impact)       | 雄   | 2002年   | 2008年   | 14戰12冠 | G1 皋月賞（2005年） G1 東京優駿（2005年） G1 菊花賞（2005年） G1 春季天皇賞（2006年） G1 寶塚紀念（2006年） G1 日本盃（2006年） G1 有馬紀念（2006年） G2 彌生賞（2005年） G2 神戶新聞盃（2005年） G2 阪神大賞典（2006年）                                               | 日本馬王（2005年、2006年） 最佳3歲雄馬（2005年） 最佳4歲雄馬（2006年）                                | 北部牧場          | 金子真人 →金子真人控股         | 池江泰郎             | 武豐                            |
| 29   |      | 伏特加 (Vodka)             | 雌   | 2004年   | 2011年   | 26戰10冠 | G1 阪神兩歲牝馬錦標（2006年） G1 東京優駿（2007年） G1 安田紀念（2008年、2009年） G1 秋季天皇賞（2008年） G1 維多利亞一哩賽（2009年） G1 日本盃（2009年） G3 鬱金香賞（2007年）                                                                                         | 日本馬王（2008年、2009年） 最佳2歲雌馬（2006年） 最佳4歲及以上雌馬（2008年、2009年） 特別賞（2007年） | Country牧場       | 谷水雄三                       | 角居勝彥             | 四位洋文岩田康誠武豐李慕華      |
| 30   |      | 神鷹 (El Condor Pasa)      | 雄   | 1995年   | 2014年   | 11戰8冠  | G1 NHK一哩賽（1998年） G1 日本盃（1998年） G1 聖格露大賽（1999年） G2 新西蘭盃四歲錦標（1998年） G2 福伊錦標（1999年） | 日本馬王（1999年） 最佳4歲雄馬（1998年） 最佳5歲及以上雄馬（1999年）                                  | Lane's End牧場    | 渡邊隆                         | 二之宮敬宇           | 的場均 蛯名正義                 |
| 31   |      | 黃金巨匠 (Orfevre)         | 雄   | 2011年   | 2015年   | 21戰12冠 | G1 皋月賞（2011年） G1 東京優駿（2011年） G1 菊花賞（2011年） G1 有馬紀念（2011年、2013年） G1 寶塚紀念（2012年） G2 春季錦標（2011年） G2 神戶新聞盃（2011年） G2 產經大阪盃（2013年） G2 福伊錦標 （2012年、2013年）                                                  | 日本馬王（2011年） 最佳3歲雄馬（2011年） 最佳4歲及以上雄馬（2012年、2013年）                          | 白老牧場          | Sunday Racing Co. Ltd.         | 池江泰壽             | 池添謙一                        |
| 32   |      | 貴婦人 (Gentildonna)       | 雌   | 2009年   | 2016年   | 19戰10冠 | G1 櫻花賞（2012年） G1 優駿牝馬（2012年） G1 秋華賞（2012年） G1 日本盃（2012年、2013年） G1 杜拜司馬經典賽（2014年） G1 有馬紀念（2014年） G2 玫瑰錦標（2012年） G3 新山紀念（2012年）                                                                                 | 日本馬王（2012年、2014年） 最佳3歲雌馬（2012年） 最佳4歲及以上雌馬（2013年、2014年）                  | 北部牧場          | Sunday Racing Co. Ltd.         | 石坂正               | 岩田康誠 川田將雅 莫雅 戶崎圭太 |
| 33   |      | 龍王 (Lord Kanaloa)        | 雄   | 2008年   | 2018年   | 19戰13冠 | G1 短途馬錦標（2012年、2013年） G1 香港短途錦標（2012年、2013年） G1 高松宮紀念（2013年） G1 安田紀念（2013年） G3 京阪盃（2011年） G3 絲路錦標（2012年） G3 阪急盃（2013年）                                                                                           | 日本馬王（2013年） 最佳短途馬（2012年、2013年）                                                       | KI牧場            | Lord Horse Club Co. Ltd.       | 安田隆行             | 岩田康誠                        |
| 34   |      | 北部玄駒 (Kitasan Black)   | 雄   | 2012年   | 2020年   | 20戰12冠 | G1 菊花賞（2015年） G1 春季天皇賞（2016年、2017年） G1 日本盃（2016年） G1 大阪盃（2017年） G1 秋季天皇賞（2017年） G1 有馬紀念（2017年） G2 春季錦標（2015年） G2 聖烈特紀念（2015年） G2 京都大賞典（2016年）                                                         | 日本馬王（2016年、2017年） 最佳4歲及以上雄馬（2016年、2017年）                                        | 梁川牧場          | 大野商事                       | 清水久詞             | 北村宏司 武豐                   |
| 35   |      | 杏目 (Almond Eye)          | 雌   | 2015年   | 2023年   | 15戰11冠 | G1 櫻花賞（2018年） G1 優駿牝馬（2018年） G1 秋華賞（2018年） G1 日本盃（2018年、2020年） G1 杜拜草地大賽（2019年） G1 秋季天皇賞（2019年、2020年) G1 維多利亞一哩賽（2020年） G3 新山紀念（2018年）                                                                    | 日本馬王（2018年、2020年） 最佳3歲雌馬（2018年） 最佳4歲及以上雌馬（2020年）                          | 北部牧場          | Silk Racing Co. Ltd.           | 國枝榮               | 李慕華                          |
| 36   |      | 鐵鳥翱天 (Contrail)        | 雄   | 2017年   | 2024年   | 11戰8冠  | G1 希望錦標（2019年） G1 皋月賞（2020年） G1 東京優駿（2020年） G1 菊花賞（2020年） G1 日本盃（2021年） G2 神戶新聞盃（2020年） G3 東京體育盃兩歲錦標（2019年） | 最佳2歲雄馬（2019年） 最佳3歲雄馬（2020年） 最佳4歲及以上雄馬（2021年）                               | North Hills       | 前田晉二                       | 矢作芳人             | 福永祐一                        |
| 37   |      | 夏威夷王 (King Kamehameha) | 雄   | 2001年   | 2024年   | 8戰7冠   | G1 NHK一哩賽（2004年） G1 東京優駿（2004年） G2 神戶新聞盃（2004年） G3 每日盃（2004年） | 最佳3歲雄馬（2004年）                                                                                 | 北部牧場          | 金子真人                       | 松田國英             | 安藤勝己                        |
| 38   |      | 春秋分 (Equinox)           | 雄   | 2019年   | 2025年   | 10戰8冠  | G1 秋季天皇賞（2022年、2023年） G1 有馬紀念（2022年） G1 杜拜司馬經典賽（2023年） G1 寶塚紀念（2023年） G1 日本盃（2023年） G2 東京體育盃兩歲錦標（2021年） | 日本馬王（2022年、2023年） 最佳3歲雄馬（2022年） 最佳4歲及以上雄馬（2023年）                          | 北部牧場          | Silk Racing Co Ltd             | 木村哲也             | 李慕華                          |